# Az FC Barcelona 2016–2017-es szezonja
Az FC Barcelona 2016–2017-es szezonja sorozatban a 86., összességében pedig a 117. idénye volt a spanyol első osztályban. A szezon 2016. július 30-án kezdődött, és 2017 májusában ért véget.

## La Liga
| 1. forduló 2016. augusztus 20. 18:15 |

| FC Barcelona                                     | 6 – 2               | Real Betis                                    |
| ------------------------------------------------ | ------------------- | --------------------------------------------- |
| Arda 6' Messi 37', 57' Suárez 42', 56', 82', 62' | (3 – 1) Jegyzőkönyv | Castro 21', 84' , 77' Cejudo 45' Ceballos 68' |

| Camp Nou, Barcelona Nézőszám: 65,731 Játékvezető: Undiano Mallenco (navarrai) |

| 2. forduló 2016. augusztus 28. 20:15 |

| Athletic Bilbao                                                | 0 – 1               | FC Barcelona                                                 |
| -------------------------------------------------------------- | ------------------- | ------------------------------------------------------------ |
| Susaeta 45+1' Iturraspe 56' Eraso 62' Beñat 83' Balenziaga 89' | (0 – 0) Jegyzőkönyv | Umtiti 10' I.Rakitić 21' Sergio 37' Suárez 37' S.Roberto 59' |

| San Mamés, Bilbao Nézőszám: 46,724 Játékvezető: Mateu Lahoz (valenciai) |

| 3. forduló 2016. szeptember 10. 20:30 |

| FC Barcelona               | 1 – 2               | Alavés                          |
| -------------------------- | ------------------- | ------------------------------- |
| Mathieu 46' Mascherano 55' | (0 – 1) Jegyzőkönyv | Deyverson 39' Ibai 64' Raúl 72' |

| Camp Nou, Barcelona Nézőszám: 74,237 Játékvezető: Melero López (andalúz) |

| 4. forduló 2016. szeptember 17. 13:00 |

| Leganés                                                      | 1 – 5               | FC Barcelona                                                                    |
| ------------------------------------------------------------ | ------------------- | ------------------------------------------------------------------------------- |
| Medzsani 27' Díaz 39' Bustinza 54' Gabriela 80' O. Ramos 87' | (0 – 3) Jegyzőkönyv | Messi 15', 55' (11-esből) I. Rakitić 24' Suárez 31' Neymar 44', 80' Rafinha 64' |

| Estadio Municipal de Butarque, Leganés Nézőszám: 10,422 Játékvezető: De Burgos Bengoetxea (baszk) |

| 5. forduló 2016. szeptember 21. 22:00 |

| FC Barcelona                         | 1 – 1               | Atlético Madrid                                              |
| ------------------------------------ | ------------------- | ------------------------------------------------------------ |
| I. Rakitić Suárez 84' Jordi Alba 90' | (1 – 0) Jegyzőkönyv | Koke 54' Correa 61' Griezmann 67' Thomas 82' Filipe Luís 86' |

| Camp Nou, Barcelona Nézőszám: 89,421 Játékvezető: Fernández Borbalán (andalúz) |

| 6. forduló 2016. szeptember 24. 16:15 |

| Sporting Gijón              | 0 – 5               | FC Barcelona                                    |
| --------------------------- | ------------------- | ----------------------------------------------- |
| Lora 9′, 74′ Amorebieta 86' | (0 – 0) Jegyzőkönyv | Suárez 29' Rafinha 32' Neymar 81', 89' Arda 85' |

| El Molinón, Gijón Nézőszám: 25,899 Játékvezető: Del Cerro Grande (spanyol) |

| 7. forduló 2016. október 2. 20:45 |

| Celta Vigo                                    | 4 – 3               | FC Barcelona                                                    |
| --------------------------------------------- | ------------------- | --------------------------------------------------------------- |
| Sisto 22' Aspas 31' Mathieu 33' Hernández 77' | (3 – 0) Jegyzőkönyv | Sergio 45' Piqué 58', 87', 74' Neymar 64' (11-esből) Suárez 88' |

| Balaídos, Vigo Nézőszám: 20,034 Játékvezető: Vicandi Garrido (baszk) |

| 8. forduló 2016. október 15. 16:15 |

| FC Barcelona                               | 4 – 0               | RC Deportivo de La Coruña         |
| ------------------------------------------ | ------------------- | --------------------------------- |
| Rafinha 21', 36' Suárez 43' Messi 58', 90' | (1 – 0) Jegyzőkönyv | Mosquera 52' Andone 59' Laure 65′ |

| Camp Nou, Barcelona Nézőszám: 81,595 Játékvezető: Sánchez Martínez (murciai) |

| 9. forduló 2016. október 22. 16:15 |

| Valencia CF                                                                       | 2 – 3               | FC Barcelona                                                                |
| --------------------------------------------------------------------------------- | ------------------- | --------------------------------------------------------------------------- |
| Garay 17' Alves 23' Munir 52' Rodrigo 56' M. Suárez 69' Pérez 76' Abdennour 90+2' | (0 – 1) Jegyzőkönyv | Messi 22', 90+4' (11-esből), 73' Sergio 25' Digne 47' Neymar 51' Suárez 62' |

| Estadio Mestalla, Valencia Nézőszám: 46,804 Játékvezető: Undiano Mallenco (navarrai) |

| 10. forduló 2016. október 29. 20:45 |

| FC Barcelona           | 1 – 0               | Granada CF                              |
| ---------------------- | ------------------- | --------------------------------------- |
| Rafinha 48' Neymar 87' | (1 – 0) Jegyzőkönyv | Silva 11' Toral 73' Lombán 79' Vezo 87' |

| Camp Nou, Barcelona Nézőszám: 82,914 Játékvezető: Martínez Munuera (valenciai) |

| 11. forduló 2016. november 6. 20:45 |

| Sevilla                                                 | 1 – 2               | Barcelona                                                                           |
| ------------------------------------------------------- | ------------------- | ----------------------------------------------------------------------------------- |
| Vitolo 15' Rami 26' Mariano 50' N'Zonzi 82' Carriço 85' | (1 – 1) Jegyzőkönyv | Neymar 10' Messi 43', 83' S. Roberto 44' Suárez 61', 88' Digne 66' Mascherano 90+1' |

| Ramón Sánchez Pizjuán, Sevilla Nézőszám: 40,835 Játékvezető: Jaime Latre (aragóniai) |

| 12. forduló 2016. november 19. 16:15 |

| Barcelona | 0 – 0       | Málaga                                             |
| --------- | ----------- | -------------------------------------------------- |
|           | Jegyzőkönyv | Ricca 22' Ontiveros 62' Llorente 68′ Juankar 90+7′ |

| Camp Nou, Barcelona Nézőszám: 81,738 Játékvezető: De Burgos Bengoetxea (baszk) |

| 13. forduló 2016. november 27. 20:45 |

| Real Sociedad                         | 1 – 1               | Barcelona                                                                 |
| ------------------------------------- | ------------------- | ------------------------------------------------------------------------- |
| Willian 52' Martínez 62' Zurutuza 89' | (0 – 0) Jegyzőkönyv | Ter Stegen 22' Mascherano 55' Messi 59' Denis Suárez 85' Jordi Alba 90+3' |

| Anoeta, San Sebastián Nézőszám: 27,639 Játékvezető: Gil Manzano (extremadurai) |

| 14. forduló 2016. december 3. 16:15 El Clásico |

| Barcelona                                            | 1 – 1               | Real Madrid                     |
| ---------------------------------------------------- | ------------------- | ------------------------------- |
| Neymar 28' Suárez 53', 75' Sergio 83' Mascherano 89' | (0 – 0) Jegyzőkönyv | Isco 13' Carvajal 80' Ramos 90' |

| Camp Nou, Barcelona Nézőszám: 98,485 Játékvezető: Clos Gómez (aragóniai) |

| Barcelona | Real Madrid |

| GK           | 1  | Marc-André ter Stegen |     |     |
| CB           | 3  | Gerard Piqué          |     |     |
| CB           | 14 | Javier Mascherano     | 89' |     |
| LB           | 18 | Jordi Alba            |     |     |
| MF           | 20 | Sergi Roberto         |     |     |
| CM           | 21 | André Gomes           | 78' |     |
| CM           | 4  | Ivan Rakitić          | 60' |     |
| CM           | 5  | Sergio Busquets       | 83' |     |
| RW           | 10 | Lionel Messi          | (C) |     |
| LW           | 11 | Neymar                | 28' | 87' |
| CF           | 9  | Luis Suárez           | 75' |     |
| Cserék:      |    |                       |     |     |
| GK           | 13 | Jasper Cillessen      |     |     |
| MF           | 6  | Denis Suárez          | 87' |     |
| MF           | 7  | Arda Turan            | 78' |     |
| MF           | 8  | Andrés Iniesta        | 60' |     |
| FW           | 17 | Paco Alcácer          |     |     |
| DF           | 19 | Lucas Digne           |     |     |
| DF           | 23 | Samuel Umtiti         |     |     |
| Vezetőedző:  |    |                       |     |     |
| Luis Enrique |    |                       |     |     |

| GK              | 1  | Keylor Navas      |     |     |
| LB              | 12 | Marcelo           |     |     |
| RB              | 6  | Daniel Carvajal   |     |     |
| CB              | 5  | Varane            |     |     |
| CB              | 4  | Sergio Ramos      | (C) |     |
| CM              | 19 | Luka Modrić       |     |     |
| FW              | 22 | Isco              | 13' | 66' |
| MF              | 16 | Mateo Kovačić     | 86' |     |
| FW              | 18 | Lucas Vázquez     |     |     |
| RW              | 7  | Cristiano Ronaldo |     |     |
| CF              | 9  | Karim Benzema     | 77' |     |
| Cserék:         |    |                   |     |     |
| GK              | 13 | Kiko Casilla      |     |     |
| DF              | 3  | Pepe              |     |     |
| DF              | 6  | Nacho             |     |     |
| MF              | 10 | James Rodríguez   |     |     |
| MF              | 21 | Casemiro          | 66' |     |
| FW              | 18 | Mariano           | 86' | 80' |
| FW              | 20 | Marco Asensio     | 77' |     |
| Vezetőedző:     |    |                   |     |     |
| Zinédine Zidane |    |                   |     |     |

| 15. forduló 2016. december 10. 13:00 |

| Osasuna                         | 0 – 3               | Barcelona                   |
| ------------------------------- | ------------------- | --------------------------- |
| Oier 27' Márquez 27' Torres 84' | (0 - 0) Jegyzőkönyv | Suárez 59' Messi 72', 90+2' |

| El Sadar, Pamplona Nézőszám: 17,349 Játékvezető: Martínez Munuera (valenciai) |

| 16. forduló 2016. december 18. 20:45 |

| Barcelona                                | 4 – 1               | Espanyol                                                |
| ---------------------------------------- | ------------------- | ------------------------------------------------------- |
| Suárez 18', 67' Jordi Alba 68' Messi 90' | (1 - 0) Jegyzőkönyv | Piatti 10' Aarón Martín 13' Caicedo 65' David López 79' |

| Camp Nou, Barcelona Nézőszám: 79,370 Játékvezető: Mateu Lahoz (valenciai) |

| 17. forduló 2017. január 8. 20:45 |

| Villarreal                        | 1 – 1               | Barcelona                             |
| --------------------------------- | ------------------- | ------------------------------------- |
| Sansone 49', 78' Costa 70′, 90+4′ | (0 - 0) Jegyzőkönyv | Sergi Roberto 78' Piqué 83' Messi 90' |

| El Madrigal, Vila-real Nézőszám: 22,893 Játékvezető: Iglesias Villanueva (galiciai) |

| 18. forduló 2017. január 14. 16:15 |

| Barcelona                                                                                     | 5 – 0               | Las Palmas                                           |
| --------------------------------------------------------------------------------------------- | ------------------- | ---------------------------------------------------- |
| Suárez 14', 57' Rafinha 25' Mascherano 29' André Gomes 32' Messi 52' Arda 59' Aleix Vidal 80' | (1 - 0) Jegyzőkönyv | Roque Mesa 2' Hélder Lopes 41' Prince 54' Livaja 77' |

| Camp Nou, Barcelona Nézőszám: 81,480 Játékvezető: Undiano Mallenco (navarrai) |

| 19. forduló 2017. január 22. 20:45 |

| Eibar                                   | 0 – 4               | Barcelona                                                   |
| --------------------------------------- | ------------------- | ----------------------------------------------------------- |
| Escalante 26' Capa 39' Sergi Enrich 44' | (0 - 1) Jegyzőkönyv | Denis Suárez 31' Arda 42' Messi 50' Suárez 68' Neymar 90+1' |

| Ipurua, Eibar Nézőszám: 6,340 Játékvezető: Sánchez Martínez (murciai) |

| 20. forduló 2017. január 29. 12:00 |

| Real Betis                        | 1 – 1               | Barcelona                                  |
| --------------------------------- | ------------------- | ------------------------------------------ |
| Petros 67' Alegría 75' Castro 78' | (0 - 0) Jegyzőkönyv | Piqué 43' Rakitić 70' Gomes 78' Suárez 90' |

| Benito Villamarín, Sevilla Nézőszám: 43,790 Játékvezető: Hernández Hernández (las palmasi) |

| 21. forduló 2017. február 4. 16:15 |

| Barcelona                                            | 2 – 0               | Athletic Bilbao                         |
| ---------------------------------------------------- | ------------------- | --------------------------------------- |
| Paco Alcácer 18' Piqué 22' Messi 40' Aleix Vidal 67' | (0 - 0) Jegyzőkönyv | Iturraspe 27' De Marcos 34' Laporte 70' |

| Camp Nou, Barcelona Nézőszám: 83,884 Játékvezető: González González (kasztíliai) |

| 22. forduló 2017. február 11. 16:15 |

| Alavés          | 0 – 6               | Barcelona                                                                                |
| --------------- | ------------------- | ---------------------------------------------------------------------------------------- |
| Laguardia 90+3' | (0 - 2) Jegyzőkönyv | Umtiti 6' Suárez 37', 67' Neymar 40' Sergio 59' Messi 59' I. Rakitić 61', 65' Alexis 63' |

| Mendizorrotza, Vitoria-Gasteiz Nézőszám: 19,307 Játékvezető: Clos Gómez (aragóniai) |

| 23. forduló 2017. február 19. 20:45 |

| Barcelona                           | 2 – 1               | Leganés                                          |
| ----------------------------------- | ------------------- | ------------------------------------------------ |
| Messi 4', 90' (11-esből) Suárez 46' | (1 - 0) Jegyzőkönyv | Mantovani 46' López 71' Siovas 87' Alberto 90+5' |

| Camp Nou, Barcelona Nézőszám: 63,378 Játékvezető: Iglesias Villanueva (galiciai) |

| 24. forduló 2017. február 26. 16:15 |

| Atletico Madrid                                  | 1 – 2               | Barcelona                             |
| ------------------------------------------------ | ------------------- | ------------------------------------- |
| Saúl 56' Savić 65' Godín 70' Gabi 73' Correa 74' | (0 - 0) Jegyzőkönyv | Sergio 55' Rafinha 64' Messi 82', 86' |

| Vicente Calderón, Madrid Nézőszám: 52,573 Játékvezető: Mateu Lahoz (valenciai) |

| 25. forduló 2017. március 1. 19:30 |

| Barcelona                                                                | 6 – 1               | Sporting Gijón                           |
| ------------------------------------------------------------------------ | ------------------- | ---------------------------------------- |
| Messi 9' Suárez 11', 27' Neymar 45', 65' Paco Alcácer 49' I. Rakitić 87' | (3 - 1) Jegyzőkönyv | Castro 21', 45' Burgui 24' Rodríguez 55' |

| Camp Nou, Barcelona Nézőszám: 56,605 Játékvezető: Sánchez Martínez (murciai) |

| 26. forduló 2017. március 4. 20:45 |

| Barcelona                                                      | 5 – 0               | Celta Vigo                      |
| -------------------------------------------------------------- | ------------------- | ------------------------------- |
| Sergio 20' Messi 24', 64' Neymar 40' I. Rakitić 57' Umtiti 61' | (3 - 1) Jegyzőkönyv | Cabral 36' Radoja 38' Gómez 49' |

| Camp Nou, Barcelona Nézőszám: 77,117 Játékvezető: Gil Manzano (extremadurai) |

| 27. forduló 2017. március 12. 16:15 |

| Deportivo La Coruña                         | 2 - 1               | Barcelona  |
| ------------------------------------------- | ------------------- | ---------- |
| Navarro 14' Joselu 36', 40' Bergantiños 74' | (1 - 0) Jegyzőkönyv | Suárez 46' |

| Riazor, A Coruña Nézőszám: 28,412 Játékvezető: Fernández Borbalán (andalúz) |

| 28. forduló 2017. március 19. 20:45 |

| Barcelona                                                                     | 4 - 2               | Valencia                                                                |
| ----------------------------------------------------------------------------- | ------------------- | ----------------------------------------------------------------------- |
| Suárez 35' Messi 45' (11-esből), 52', 86' A. Iniesta 67' André Gomes 77', 89' | (2 - 2) Jegyzőkönyv | Enzo Pérez 24' Mangala 29', 39′, 44′ Parejo 43' Munir 45' Montoya 90+1' |

| Camp Nou, Barcelona Nézőszám: 78,675 Játékvezető: Hernández Hernández (las palmasi) |

| 29. forduló 2017. április 2. 20:45 |

| Granada CF                        | 1 - 4               | Barcelona                                                                                  |
| --------------------------------- | ------------------- | ------------------------------------------------------------------------------------------ |
| Boga 50' Lombán 59' Agbo 79′, 82′ | (0 - 1) Jegyzőkönyv | S. Roberto 28' Suárez 44' Jordi Alba 60' Paco Alcácer 64' I. Rakitić 77', 83' Neymar 90+1' |

| Nuevo Los Cármenes, Granada Nézőszám: 18,676 Játékvezető: Jaime Latre (aragóniai) |

| 30. forduló 2017. április 5. 19:30 |

| Barcelona                                                               | 3 - 0               | Sevilla                      |
| ----------------------------------------------------------------------- | ------------------- | ---------------------------- |
| Piqué 15' Suárez 25' Messi 28', 33' Sergio 71' I. Rakitić 78' Aleñá 84' | (3 - 0) Jegyzőkönyv | Iborra 38' Vitolo 57′, 90+1′ |

| Camp Nou, Barcelona Nézőszám: 85,511 Játékvezető: Clos Gómez (aragóniai) |

| 31. forduló 2017. április 8. 20:45 |

| Málaga                                                                | 2 - 0               | Barcelona                                               |
| --------------------------------------------------------------------- | ------------------- | ------------------------------------------------------- |
| Sandro 32' Ricca 37' Recio 45' Peñaranda 69' Juan Carlos 82' Jony 90' | (1 - 0) Jegyzőkönyv | Jordi Alba 8' Neymar 27′, 65′ Umtiti 33' Mascherano 87' |

| La Rosaleda, Málaga Nézőszám: 28,314 Játékvezető: Gil Manzano (extremadurai) |

| 32. forduló 2017. április 15. 20:45 |

| Barcelona                                                 | 3 - 2               | Real Sociedad                                    |
| --------------------------------------------------------- | ------------------- | ------------------------------------------------ |
| Messi 17', 37' Paco Alcácer 41', 44' Suárez 68' Piqué 88' | (3 - 2) Jegyzőkönyv | Vela 7' Umtiti 42' Prieto 45+1' Illarramendi 49' |

| Camp Nou, Barcelona Nézőszám: 81,704 Játékvezető: Martínez Munuera (valenciai) |

| 33. forduló 2017. április 23., El Clásico 20:45 |

| Real Madrid                                                        | 2 - 3               | Barcelona                                         |
| ------------------------------------------------------------------ | ------------------- | ------------------------------------------------- |
| Casemiro 12', 28' Carvajal 77' Ramos 77′ Kovačić 81' Rodríguez 85' | (1 - 1) Jegyzőkönyv | Messi 33', 90+2', 90+3' Umtiti 39' I. Rakitić 73' |

| Santiago Bernabéu, Madrid Nézőszám: 81,044 Játékvezető: Hernández Hernández (las palmasi) |

| 34. forduló 2017. április 26. 19:30 |

| Barcelona                                                                           | 7 - 1               | Osasuna    |
| ----------------------------------------------------------------------------------- | ------------------- | ---------- |
| Messi 12', 61' André Gomes 30', 57' Paco Alcácer 64', 86' Mascherano 67' (11-esből) | (2 - 0) Jegyzőkönyv | Torres 48' |

| Camp Nou, Barcelona Nézőszám: 63,989 Játékvezető: Munuera Montero (andalúz) |

| 35. forduló 2017. április 29. 20:45 |

| Espanyol | 0 - 3               | Barcelona                      |
| -------- | ------------------- | ------------------------------ |
|          | (0 - 0) Jegyzőkönyv | Suárez 50', 87' I. Rakitić 76' |

| RCDE Stadium, Cornellà de Llobregat Nézőszám: 31,708 Játékvezető: Undiano Mallenco (navarrai) |

| 36. forduló 2017. május 6. 18:30 |

| Barcelona                                                                     | 4 - 1               | Villarreal                                                    |
| ----------------------------------------------------------------------------- | ------------------- | ------------------------------------------------------------- |
| S. Roberto 16' Neymar 21' Messi 45', 82' (11-esből) A. Iniesta 64' Suárez 69' | (2 - 1) Jegyzőkönyv | Álvaro 19' Bakambu 32' Soldado 72' Musacchio 77' J. Costa 81' |

| Camp Nou, Barcelona Nézőszám: 90,463 Játékvezető: Sánchez Martínez (murciai) |

| 37. forduló 2017. május 14. 20:00 |

| Las Palmas | 1 - 4               | Barcelona                                |
| ---------- | ------------------- | ---------------------------------------- |
| Bigas 63'  | (0 - 2) Jegyzőkönyv | Digne 6' Neymar 25', 67', 71' Suárez 27' |

| Gran Canaria, Las Palmas Nézőszám: 22,268 Játékvezető: González González (kasztíliai) |

| 38. forduló 2017. május 21. 20:00 |

| Barcelona                                                         | 4 - 2               | Eibar                                                   |
| ----------------------------------------------------------------- | ------------------- | ------------------------------------------------------- |
| Sergio 41' David Juncà 63' Suárez 73' Messi 75' (11-esből), 90+2' | (0 - 1) Jegyzőkönyv | Inui 7', 61' Escalante 19' Capa 30′, 74′ Rubén Peña 54' |

| Camp Nou, Barcelona Nézőszám: 74,932 Játékvezető: Hernández Hernández (las palmasi) |

## Bajnokok Ligája

### C csoport
| Hely. | Csapat                   | M | Gy | D | V | G+ | G– | Gk  | P  | Továbbjutás                             |
| ----- | ------------------------ | - | -- | - | - | -- | -- | --- | -- | --------------------------------------- |
| 1.    | FC Barcelona             | 6 | 5  | 0 | 1 | 20 | 4  | +16 | 15 | Továbbjut az egyenes kieséses szakaszba |
| 2.    | Manchester City          | 6 | 2  | 3 | 1 | 12 | 10 | +2  | 9  | Továbbjut az egyenes kieséses szakaszba |
| 3.    | Borussia Mönchengladbach | 6 | 1  | 2 | 3 | 5  | 12 | −7  | 5  | Átkerül az Európa-ligába                |
| 4.    | Celtic                   | 6 | 0  | 3 | 3 | 5  | 16 | −11 | 3  |                                         |

| 2016. szeptember 13. 20:45 |

| FC Barcelona                                                                            | 7 – 0               | Celtic    |
| --------------------------------------------------------------------------------------- | ------------------- | --------- |
| Messi 3', 27', 60' Ter Stegen 23' I. Rakitić 40' Neymar 50' Iniesta 59' Suárez 75', 88' | (2 – 0) Jegyzőkönyv | Brown 56' |

| Camp Nou, Barcelona Nézőszám: 73,290 Játékvezető: Ovidiu Hațegan (román) |

| 2016. szeptember 28. 20:45 |

| Borussia Mönchengladbach | 1 – 2               | FC Barcelona                                    |
| ------------------------ | ------------------- | ----------------------------------------------- |
| Hazard 34'               | (1 – 0) Jegyzőkönyv | Mascherano 63' Turan 65' Piqué 74' Neymar 90+1' |

| Borussia-Park Stadion, Mönchengladbach Nézőszám: 46,283 Játékvezető: Damir Skomina (szlovén) |

| 2016. október 19. 20:45 |

| FC Barcelona                                    | 4 – 0               | Manchester City                                    |
| ----------------------------------------------- | ------------------- | -------------------------------------------------- |
| Messi 17', 61', 69' Mathieu 71′, 73′ Neymar 89' | (1 – 0) Jegyzőkönyv | Silva 29' Fernandinho 40' Bravo 53′ Sterling 90+2' |

| Camp Nou, Barcelona Nézőszám: 96,290 Játékvezető: Milorad Mažić (szerb) |

| 2016. november 1. 20:45 |

| Manchester City                                          | 3 – 1               | FC Barcelona                                   |
| -------------------------------------------------------- | ------------------- | ---------------------------------------------- |
| Sterling 11' Gündoğan 39', 74' De Bruyne 51' Kolarov 60' | (1 – 1) Jegyzőkönyv | I. Rakitić 20' Messi 21' Neymar 29' Sergio 74' |

| Etihad Stadion, Manchester Nézőszám: 53,340 Játékvezető: Kassai Viktor (magyar) Asszisztensek: Ring György, Tóth Vencel |

| 2016. november 23. 20:45 |

| Celtic                                   | 0 – 2               | FC Barcelona                                                                      |
| ---------------------------------------- | ------------------- | --------------------------------------------------------------------------------- |
| Sviatchenko 23' Lustig 71' Armstrong 87' | (0 – 1) Jegyzőkönyv | Messi 24', 56' (11-esből) Jordi Alba 41' S. Roberto 63' Neymar 71' I. Rakitić 88' |

| Celtic Park, Glasgow Nézőszám: 57,937 Játékvezető: Daniele Orsato (olasz) |

| 2016. december 6. 20:45 |

| FC Barcelona                  | 4 – 0               | Borussia Mönchengladbach |
| ----------------------------- | ------------------- | ------------------------ |
| Messi 16' Turan 50', 53', 67' | (1 – 0) Jegyzőkönyv | Dahoud 55'               |

| Camp Nou, Barcelona Nézőszám: 67,157 Játékvezető: Szergej Karaszjov (orosz) |

## Nyolcaddöntők
A nyolcaddöntők sorsolását 2016. december 12-én tartották. Az első mérkőzéseket 2017. február 14. és 22. között, a visszavágókat március 7. és 15. között játsszák.

| 2017. február 14. 20:45 |

| Paris Saint-Germain                     | 4–0               | FC Barcelona |
| --------------------------------------- | ----------------- | ------------ |
| Di María 18' 55' Draxler 40' Cavani 72' | (2–0) Jegyzőkönyv |              |

| Parc des Princes, Párizs Játékvezető: Szymon Marciniak (lengyel) |

| 2017. március 8. 20:45 |

| FC Barcelona                                                                   | 6 – 1               | Paris Saint-Germain |
| ------------------------------------------------------------------------------ | ------------------- | ------------------- |
| L. Suárez 3' Kurzawa 40' Messi 50' (11-esből) Neymar 88' 90+1' S.Roberto 90+5' | (2 – 0) Jegyzőkönyv | Cavani 62'          |

| Camp Nou, Barcelona Játékvezető: Deniz Aytekin (német) |

## Tabella
| #   | Csapat              | M  | GY | D  | V  | G+ – G– | GK  | P  | Megjegyzések       |
| --- | ------------------- | -- | -- | -- | -- | ------- | --- | -- | ------------------ |
| 1.  | Real Madrid (B)     | 38 | 29 | 6  | 3  | 106–41  | +65 | 93 | BL–csoportkör      |
| 2.  | BarcelonaCV         | 38 | 28 | 6  | 4  | 116–37  | +79 | 90 | BL–csoportkör      |
| 3.  | Atlético Madrid     | 38 | 23 | 9  | 6  | 70–27   | +43 | 78 | BL–csoportkör      |
| 4.  | Sevilla             | 38 | 21 | 9  | 8  | 69–49   | +20 | 72 | BL–rájátszás       |
| 5.  | Villarreal          | 38 | 19 | 10 | 9  | 56–33   | +23 | 67 | EL–csoportkör      |
| 6.  | Real Sociedad       | 38 | 19 | 7  | 12 | 59–53   | +6  | 64 | EL–rájátszás       |
| 7.  | Athletic Club       | 38 | 19 | 6  | 13 | 53–43   | +10 | 63 | EL–3. selejtezőkör |
| 8.  | Espanyol            | 38 | 15 | 11 | 12 | 49–50   | −1  | 56 |                    |
| 9.  | Alavés Ú            | 38 | 14 | 13 | 11 | 41–43   | −2  | 55 |                    |
| 10. | Eibar               | 38 | 15 | 9  | 14 | 56–51   | +5  | 54 |                    |
| 11. | Málaga              | 38 | 12 | 10 | 16 | 49–55   | −6  | 46 |                    |
| 12. | Valencia            | 38 | 13 | 7  | 18 | 56–65   | −9  | 46 |                    |
| 13. | Celta Vigo          | 38 | 13 | 6  | 19 | 53–69   | −16 | 45 |                    |
| 14. | Las Palmas          | 38 | 10 | 9  | 19 | 53–74   | −21 | 39 |                    |
| 15. | Real Betis          | 38 | 10 | 9  | 19 | 41–64   | −23 | 39 |                    |
| 16. | Deportivo La Coruña | 38 | 8  | 12 | 18 | 43–61   | −18 | 36 |                    |
| 17. | Leganés Ú           | 38 | 8  | 11 | 19 | 36–55   | −19 | 35 |                    |
| 18. | Sporting Gijón (K)  | 38 | 7  | 10 | 21 | 42–72   | −30 | 31 | Segunda División   |
| 19. | Osasuna Ú (K)       | 38 | 4  | 10 | 24 | 40–94   | −54 | 22 | Segunda División   |
| 20. | Granada (K)         | 38 | 4  | 8  | 26 | 30–82   | −52 | 20 | Segunda División   |

Utolsó frissítés: 2017. május 21. 
Forrás: laliga.es 
A rangsorolás alapszabályai: 1. összpontszám, 2. egymás elleni eredmények összpontszáma, 3. egymás elleni eredmények gólkülönbsége, 4. egymás elleni eredmények szerzett góljainak száma, 5. gólkülönbség, 6. szerzett gólok száma.
(B): Bajnokcsapat, (K): Kieső csapat, (F): Feljutó csapat, (I): Kupainduló, (R): A rájátszás győztese, (KGY): Kupagyőztes

## A stadion

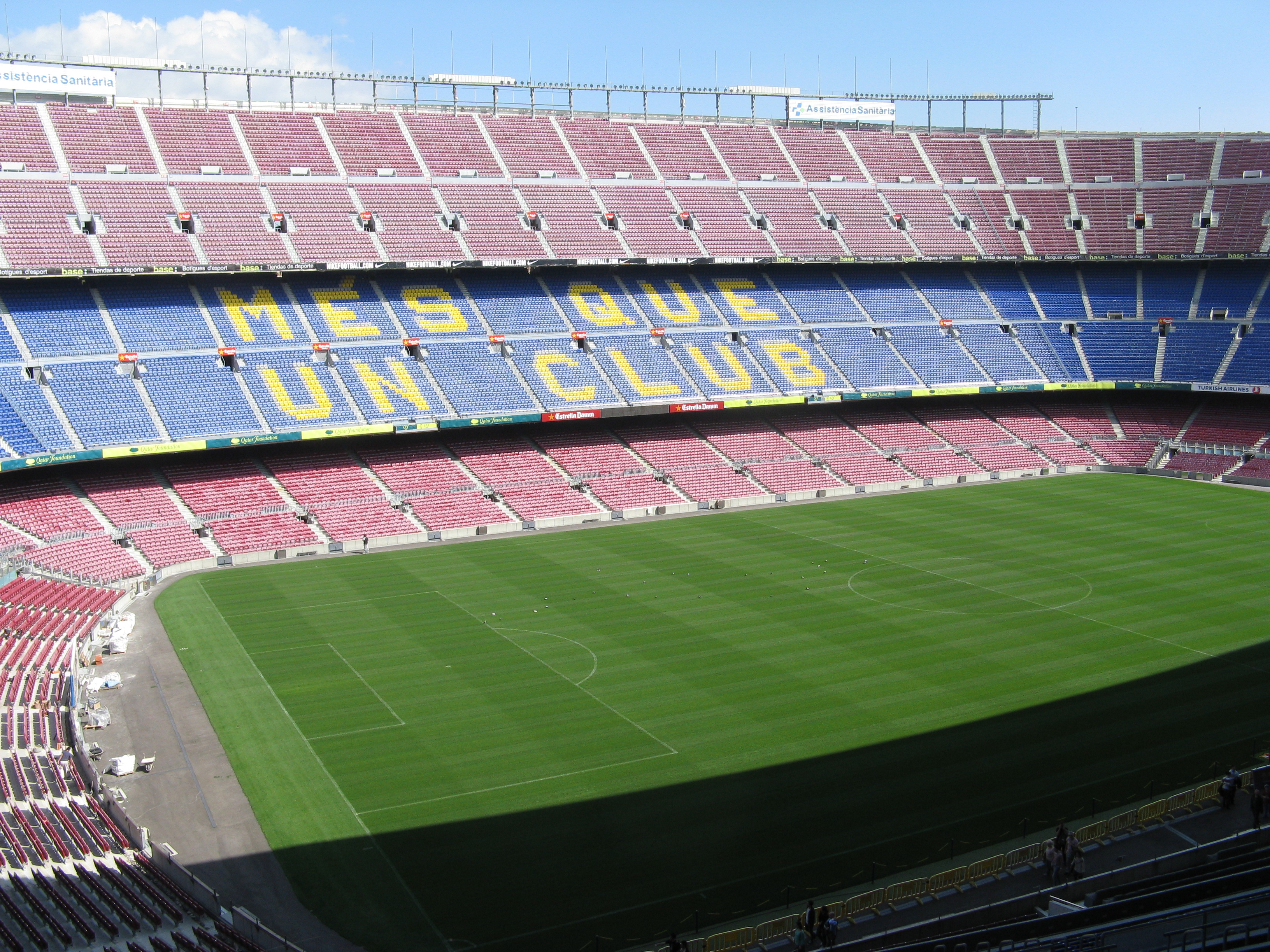
Camp Nou stadion

- Név: Camp Nou
- Város: Barcelona
- Befogadóképesség: 98 772 fő
- Felavatás: 1957. szeptember 24.
- Játéktér: 105 x 72 m
- Más egységek: La Masía

## Bajnokok Nemzetközi Kupája
| Időpont            | Bajnokok Nemzetközi Kupája | Ellenfél       | Eredmény | Helyszín                 |
| 2016. július 30.   | Bajnokok Nemzetközi Kupája | Celtic         | 3–1      | Aviva Stadion, Dublin    |
| 2016. augusztus 3. | Bajnokok Nemzetközi Kupája | Leicester City | 4–2      | Friends Arena, Stockholm |
| 2016. augusztus 6. | Bajnokok Nemzetközi Kupája | Liverpool      | 0–4      | Wembley Stadion, London  |

## Játékoskeret
2016. július 26-tól
| #  |     | Poszt | Név                   |
| -- | --- | ----- | --------------------- |
| 1  | GER | K     | Marc-André ter Stegen |
| 3  | ESP | V     | Gerard Piqué          |
| 4  | CRO | KP    | Ivan Rakitić          |
| 5  | ESP | KP    | Sergio Busquets       |
| 6  | ESP | KP    | Denis Suárez          |
| 7  | TUR | KP    | Arda Turan .          |
| 8  | ESP | KP    | Andrés Iniesta        |
| 9  | URU | CS    | Luis Suárez           |
| 10 | ARG | CS    | Lionel Messi          |
| 11 | BRA | CS    | Neymar                |
| 12 | BRA | KP    | Rafinha               |
| 13 | NED | K     | Jasper Cillessen      |

| #  |     | Poszt | Név               |
| -- | --- | ----- | ----------------- |
| 14 | ARG | KP    | Javier Mascherano |
| 17 | ESP | CS    | Alcácer           |
| 18 | ESP | V     | Jordi Alba        |
| 19 | FRA | V     | Lucas Digne       |
| 20 | ESP | KP    | Sergi Roberto     |
| 21 | POR | KP    | André Gomes       |
| 22 | ESP | KP    | Aleix Vidal       |
| 23 | FRA | V     | Samuel Umtiti     |
| 24 | FRA | V     | Jérémy Mathieu    |
| 25 | ESP | K     | Jordi Masip       |

### Kölcsönben
| # |     | Poszt | Név                                            |
| - | --- | ----- | ---------------------------------------------- |
| — | ESP | K     | Jokin Ezkieta (Sabadell 2017. június 30-ig)    |
| — | ESP | K     | Adrián Ortolá (Alavés 2017. június 30-ig)      |
| — | SEN | V     | Diawandou Diagne (Eupen 2017. június 30-ig)    |
| — | ESP | CS    | Cristian Tello (Fiorentina 2017. június 30-ig) |
| — | ESP | V     | Enric Franquesa (Sabadell 2017. június 30-ig)  |

| # |     | Poszt | Név                                         |
| - | --- | ----- | ------------------------------------------- |
| — | ESP | V     | Lucas Gafarot (Cornellà 2017. június 30-ig) |
| — | BEL | V     | Thomas Vermaelen (Roma 2017. június 30-ig)  |
| — | BRA | V     | Douglas (Sporting Gijón 2017. június 30-ig) |
| — | ESP | KP    | Sergi Samper (Granada 2017. június 30-ig)   |

## Jelenlegi technikai stáb
2014. május 17-én:
| Elnök                            | Josep Maria Bartomeu                                                 |
| Technikai/sport-igazgató         | Ariedo Braida                                                        |
| Akadémia igazgató (La Masia)     | Jordi Roura                                                          |
| FC Barcelona B csapat Vezetőedző | Eusebio Sacristán                                                    |
| Vezetőedző                       | Luis Enrique                                                         |
| Asszisztens edző                 | Juan Carlos Unzué                                                    |
| Asszisztens                      | Joan Barbará                                                         |
| Kapusedző                        | José Ramón de la Fuente                                              |
| Erőnléti edzők                   | Rafael Pol Eduardo Pons Aureli Altamira Francesc Cos Paco Seirul•lo* |
| Megfigyelők                      | Roberto Moreno Àlex García Jordi Melero Jaume Torras                 |
| Fizioterapeuták                  | Jaume Minull Juanjo Brau Roger Gironés                               |
| Pszichológusok                   | Joaquín Valdés                                                       |
| Orvosok                          | Ramón Canal Ricard Pruna Daniel Medina                               |

* A név helyesen szerepel, Seirul•lo valóban így írja a nevét.

## Játékosa statisztika

### Góllövőlista
| Mezszám   | Poz.      | Nemzet    | Név              | La Liga | Bajnokok Ligája | Copa del Rey | Supercopa de España | Összesen |
| --------- | --------- | --------- | ---------------- | ------- | --------------- | ------------ | ------------------- | -------- |
| 10        | CS        | ARG       | Messi            | 23      | 11              | 4            | 1                   | 39       |
| 9         | CS        | URU       | Suárez           | 20      | 3               | 4            | 1                   | 29       |
| 11        | CS        | BRA       | Neymar           | 8       | 4               | 2            | 0                   | 14       |
| 7         | KP        | TUR       | Arda             | 3       | 4               | 4            | 2                   | 13       |
| 12        | KP        | BRA       | Rafinha          | 6       | 0               | 1            | 0                   | 7        |
| 4         | KP        | ESP       | I. Rakitić       | 5       | 0               | 1            | 0                   | 6        |
| 3         | V         | ESP       | Piqué            | 2       | 1               | 0            | 0                   | 3        |
| 6         | KP        | ESP       | Denis Suárez     | 1       | 0               | 2            | 0                   | 3        |
| 17        | Cs        | ESP       | Paco Alcácer     | 2       | 0               | 1            | 0                   | 3        |
| 22        | V         | ESP       | Aleix Vidal      | 2       | 0               | 0            | 0                   | 2        |
| 8         | KP        | ESP       | Andrés Iniesta   | 0       | 1               | 0            | 0                   | 1        |
| 18        | V         | ESP       | Jordi Alba       | 1       | 0               | 0            | 0                   | 1        |
| 19        | V         | FRA       | Lucas Digne      | 0       | 0               | 1            | 0                   | 1        |
| 23        | V         | FRA       | Samuel Umtiti    | 1       | 0               | 0            | 0                   | 1        |
| 24        | V         | FRA       | Jérémy Mathieu   | 1       | 0               | 0            | 0                   | 1        |
| 24        | V         | ESP       | Sergi Roberto    | 0       | 1               | 0            | 0                   | 1        |
|           | Cs        | ESP       | Munir El Haddadi | 0       | 0               | 0            | 1                   | 1        |
| Összesen: | Összesen: | Összesen: | Összesen:        | 76      | 26              | 21           | 5                   | 128      |

Utolsó feltöltés: 2017. március 8-án frissítve

### Mesterhármasok
| Játékos     | ellenfél        | eredmény | Dátum                | Mérkőzés        |
| ----------- | --------------- | -------- | -------------------- | --------------- |
| Luis Suárez | Real Betis      | 6–2 (O)  | 2016. augusztus 20.  | La Liga         |
| Messi       | Celtic          | 7–0 (H)  | 2016. szeptember 13. | Bajnokok ligája |
| Messi       | Manchester City | 4–0 (H)  | 2016. október 19.    | Bajnokok ligája |

(O) – Otthon ; (I) – Idegen

### Védések
2016. október 19. szerint
| Rang     | Név              | La Liga | Copa del Rey | Bajnokok ligája | Supercopa de España | Összesen | Játék |
| -------- | ---------------- | ------- | ------------ | --------------- | ------------------- | -------- | ----- |
| 1        | Ter Stegen       | 4       | 0            | 2               | 0                   | 6        | 11    |
| 1        | Jasper Cillessen | 0       | 0            | 0               | 0                   | 0        | 1     |
| 1        | Claudio Bravo    | 0       | 0            | 0               | 2                   | 2        | 3     |
| Összesen | Összesen         | 4       | 0            | 2               | 2                   | 8        | 15    |

### Gólpasszok
| Mezszám | Poz. | Nemzet | Név          | La Liga | Bajnokok Ligája | Copa del Rey | Supercopa de España | Összesen |
| ------- | ---- | ------ | ------------ | ------- | --------------- | ------------ | ------------------- | -------- |
| 11      | CS   | BRA    | Neymar       | 3       | 6               | 0            | 0                   | 9        |
| 10      | CS   | ARG    | Messi        | 2       | 2               | 0            | 2                   | 6        |
| 9       | CS   | URU    | Suárez       | 3       | 2               | 0            | 0                   | 5        |
| 7       | KP   | TUR    | Arda         | 3       | 0               | 0            | 1                   | 4        |
| 8       | KP   | ESP    | Iniesta      | 2       | 2               | 0            | 0                   | 4        |
| 20      | KP   | ESP    | S. Roberto   | 4       | 0               | 0            | 0                   | 4        |
| 6       | KP   | ESP    | Denis Suárez | 2       | 0               | 0            | 0                   | 2        |
| 4       | KP   | CRO    | I. Rakitić   | 1       | 0               | 0            | 0                   | 1        |
| 18      | KP   | ESP    | Jordi Alba   | 1       | 0               | 0            | 0                   | 1        |
| 19      | KP   | FRA    | Digne        | 0       | 0               | 0            | 1                   | 1        |

### Lapok
| #  | Nemz.         | Poszt | Játékos    | La Liga   | La Liga                              | La Liga   | Copa del Rey | Copa del Rey                         | Copa del Rey | Supercopa de España | Supercopa de España                  | Supercopa de España | BL        | BL                                   | BL        | Összesen  | Összesen                             | Összesen  |
| #  | Nemz.         | Poszt | Játékos    | Sárga lap | sárga lap · 2. sárga lap · kiállítva | kiállítva | Sárga lap    | sárga lap · 2. sárga lap · kiállítva | kiállítva    | Sárga lap           | sárga lap · 2. sárga lap · kiállítva | kiállítva           | Sárga lap | sárga lap · 2. sárga lap · kiállítva | kiállítva | Sárga lap | sárga lap · 2. sárga lap · kiállítva | kiállítva |
| -- | ------------- | ----- | ---------- | --------- | ------------------------------------ | --------- | ------------ | ------------------------------------ | ------------ | ------------------- | ------------------------------------ | ------------------- | --------- | ------------------------------------ | --------- | --------- | ------------------------------------ | --------- |
| 1  | Németország   | K     | ter Stegen | 1         | 0                                    | 0         | 0            | 0                                    | 0            | 0                   | 0                                    | 0                   | 1         | 0                                    | 0         | 2         | 0                                    | 0         |
| 3  | Spanyolország | V     | Piqué      | 4         | 0                                    | 0         | 0            | 0                                    | 0            | 0                   | 0                                    | 0                   | 2         | 0                                    | 0         | 6         | 0                                    | 0         |
| 4  | Horvátország  | KP    | I. Rakitić | 3         | 0                                    | 0         | 1            | 0                                    | 0            | 0                   | 0                                    | 0                   | 4         | 0                                    | 0         | 8         | 0                                    | 0         |
| 5  | Spanyolország | KP    | Sergio     | 7         | 0                                    | 0         | 1            | 0                                    | 0            | 1                   | 0                                    | 0                   | 3         | 0                                    | 0         | 12        | 0                                    | 0         |
| 9  | Uruguay       | CS    | Suárez     | 7         | 0                                    | 0         | 1            | 1                                    | 0            | 1                   | 0                                    | 0                   | 1         | 0                                    | 0         | 10        | 1                                    | 0         |
| 10 | Argentína     | CS    | Messi      | 4         | 0                                    | 0         | 2            | 0                                    | 0            | 0                   | 0                                    | 0                   | 0         | 0                                    | 0         | 6         | 0                                    | 0         |
| 11 | Brazília      | CS    | Neymar     | 6         | 0                                    | 0         | 3            | 0                                    | 0            | 0                   | 0                                    | 0                   | 4         | 0                                    | 0         | 13        | 0                                    | 0         |
| 14 | Argentína     | KP    | Mascherano | 5         | 0                                    | 0         | 1            | 0                                    | 0            | 0                   | 0                                    | 0                   | 1         | 0                                    | 0         | '27       | 0                                    | 0         |
| 18 | Spanyolország | KP    | Jordi Alba | 2         | 0                                    | 0         | 2            | 0                                    | 0            | 0                   | 0                                    | 0                   | 1         | 0                                    | 0         | 5         | 0                                    | 0         |
| 20 | Spanyolország | KP    | S.Roberto  | 3         | 0                                    | 0         | 0            | 1                                    | 0            | 0                   | 0                                    | 0                   | 1         | 0                                    | 0         | 4         | 1                                    | 0         |
| 23 | Franciaország | V     | Umtiti     | 2         | 0                                    | 0         | 2            | 0                                    | 0            | 1                   | 0                                    | 0                   | 0         | 0                                    | 0         | 5         | 0                                    | 0         |
| 19 | Franciaország | V     | Digne      | 2         | 0                                    | 0         | 0            | 0                                    | 0            | 0                   | 0                                    | 0                   | 0         | 0                                    | 0         | 2         | 0                                    | 0         |
| 24 | Franciaország | V     | Mathieu    | 0         | 0                                    | 0         | 0            | 0                                    | 0            | 0                   | 0                                    | 0                   | 0         | 1                                    | 0         | 0         | 1                                    | 0         |

Utolsó frissítés: 2017. március 8-án

## Felkészülési mérkőzés
| Időpont          | Felkészülési mérkőzés | Ellenfél     | Eredmény | Helyszín            |
| 2016. július 30. | Felkészülési mérkőzés | UC Sampdoria | 3–2      | Camp Nou, Barcelona |